# モロコシハギ属
モロコシハギ属 (唐土剥属、学名：Monacanthus)は、フグ目カワハギ科の属の一つ。インド洋と太平洋西部の熱帯海域に分布する。

## 形態
体長は最小種で10cm、最大種で40cm。体型は側扁したやや細長い六角形で、腹部の膜状部分が発達する。膜状部分は可動性がある。腰骨の鞘状鱗はあまり発達しない。体色は変異が多い。第一背鰭の棘条は発達する。尾柄に数本の棘をもつ。

## 生態
インド太平洋、大西洋の温帯域から熱帯域にかけて分布し、日本ではモロコシハギのみがごく稀に見られる。岩礁域や砂地、アマモ場に生息する。雑食性で、藻類や小型の生物を捕食する。幼魚はアマモ場で見られ、流れ藻に付着する場合もある。

## 分類
2022年現在、モロコシハギ属には3種が属する。
- モロコシハギ Monacanthus chinensis
(Osbeck, 1765) (Fan-bellied leatherjacket)
- ウチワハギ Monacanthus ciliatus
(Mitchill, 1818) (Fringed filefish)
- Monacanthus tuckeri
(Bean, 1906) (Slender filefish)

## 人間との関係
普通食用にはならない。アクアリウムで飼育される。